# Eria peraffinis
Eria peraffinis är en orkidéart som beskrevs av Johannes Jacobus Smith. Eria peraffinis ingår i släktet Eria och familjen orkidéer. Inga underarter finns listade i Catalogue of Life.